# Unique (готель)
Unique — готель, що розташований в бразильському місті Сан-Паулу. Він відомий своєю сміливою архітектурною формою, що нагадує човен. Форма - не єдина особливість будівлі. З його овальних вікон, діаметром 180 см, відкриваються чудові види на безкраї міські ландшафти, а готельні номери є чи не найкращим оглядовим майданчиком. Кімнати позбавлені класичних квадратних форм: похилі стіни змінюють простір, дозволяючи насолоджуватися геометричною недосконалістю.
Панорамні перспективи Сан-Паулу можна спостерігати і з даху готелю Unique, де знаходиться тераса, а також ресторан і бар Skey з прозорим огородженням, що не заважає огляду. У відкритому басейні з малиново-червоною водою, також розташованому на даху будівлі, встановлена підводна акустична система. Вода в басейні підігрівається до комфортної температури, тому плавати в ньому можна навіть в прохолодну погоду.
Будівля готелю Unique, що здалеку схожа на величезний іржавий човен, оточена витонченими садами, з пальмами і звивистими ліанами.